# Calibre passa/não passa

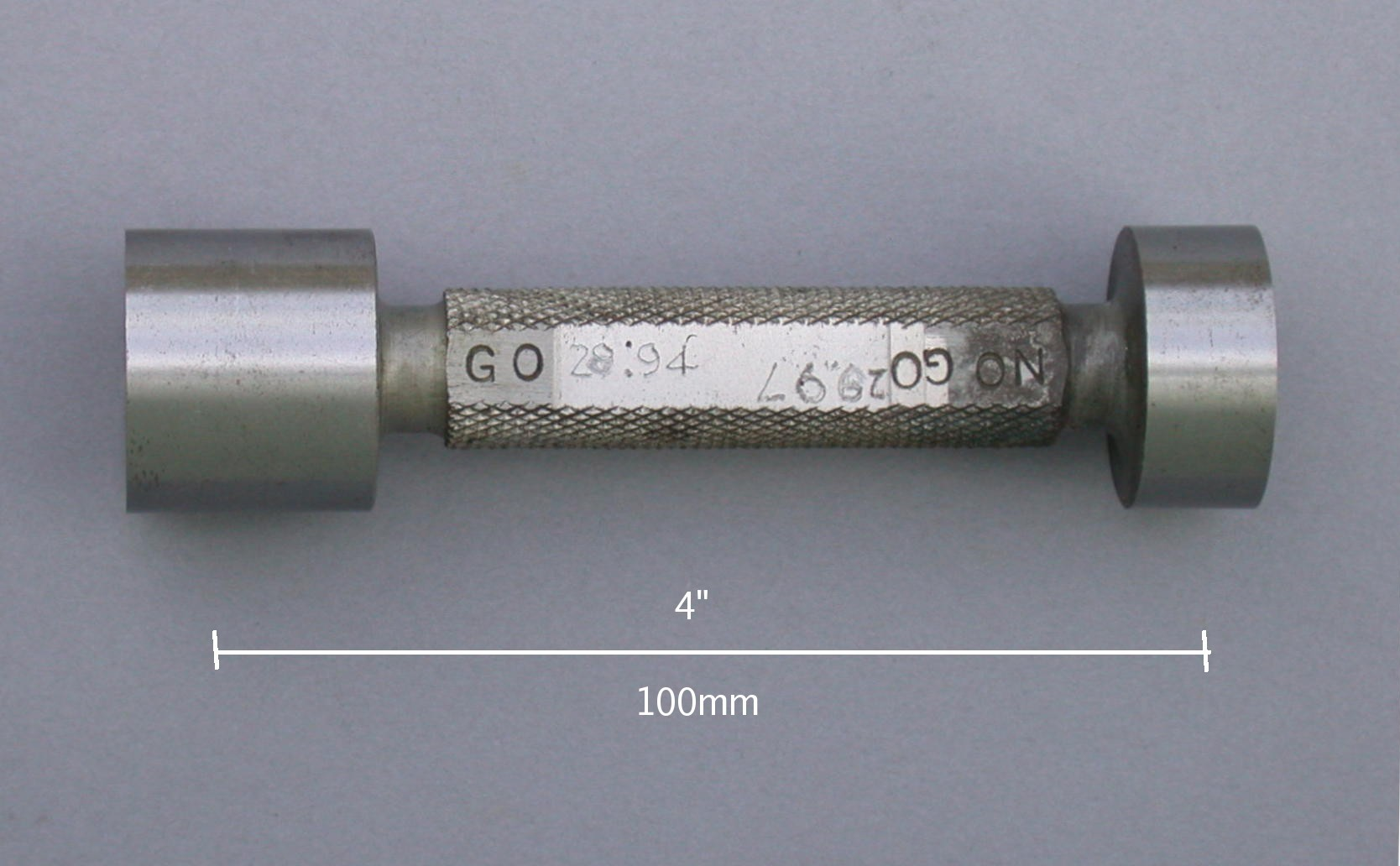
Calibre passa/não passa para furos: lado "passa" à direita e lado não passa à "esquerda".

Um calibre passa/não passa é uma ferramenta de inspeção usada para verificar a tolerância de uma peça.
A sua designação refere-se ao tipo de utilização. Com um calibre passa/não passa são realizados dois testes de tolerância, no primeiro dos quais a peça terá que passar e no segundo terá que não passar.
O calibre passa/não passa é uma ferramenta utilizada nos processos de controlo de qualidade na indústria, servindo para assegurar a compatibilidade entre diferentes peças.
Esta ferramenta de medição não nos dá um valor  - no sentido convencional do termo - mas sim um estado. O estado pode ser o de aceitável (a peça está dentro da tolerância e pode ser utilizada) ou de não aceitável (a peça está fora da tolerância e deve ser recusada).
O calibre passa/não passa é adequado para ser usado no setor de produção de uma fábrica, uma vez que requer pouca formação para ser usado com eficiência e é suficientemente robusto para resistir a ambientes hostis.